# Sheshan
 (signalé en mai 2025).
Si vous disposez d'ouvrages ou d'articles de référence ou si vous connaissez des sites web de qualité traitant du thème abordé ici, merci de compléter l'article en donnant les références utiles à sa vérifiabilité et en les liant à la section « Notes et références ».
- Archive Wikiwix
- Bing
- Cairn
- DuckDuckGo
- E. Universalis
- Gallica
- Google
- G. Books
- G. News
- G. Scholar
- Persée
- Qwant
- (zh) Baidu
- (ru) Yandex
- (wd) trouver des œuvres sur Wikidata

Sheshan (chinois simplifié : 佘山岛 ; chinois traditionnel : 佘山島 ; hanyu pinyin : Shéshān Dǎoest) est une île de Chine. Elle appartient à Shanghai et est surveillé par la marine chinoise. Elle est située à environ 35 kilomètres de Chongming.